# 杨钧 (北魏)
杨钧（5世纪—524年10月12日），字季孙，弘农郡华阴县（今陕西省华阴市）人，北魏官员，弘农杨氏越公房始祖。

## 生平
杨钧学识广博记忆力强，很有办事才干，虚龄二十岁时以散骑侍郎为起家官，又出任出使南齐的使者。杨钧很快署理散骑常侍，安抚北魏西部的戎族。魏孝文帝迁都洛阳后，杨钧出任廷尉正。魏宣武帝登基后，杨钧转任洛阳县县令、华州大中正，很快代理河南尹，又出任司空皇子长史、华州大中正。魏宣武帝又任命杨钧出任持节、龙骧将军、荆州刺史。杨钧任期满后出任征虏将军、廷尉少卿，又出任使持节、平北将军、齐州刺史，因为母亲去世而离职，守丧结束后出任使持节、都督恒州柔玄怀荒御夷三镇二道诸军事、安北将军、恒州刺史，所在都以精明干练而著称，又以平北将军出任廷尉正卿。正光元年（520年），柔然内乱，柔然可汗阿那瑰被族兄示发击败后投奔北魏，杨钧出任散骑常侍、署理镇北将军、抚军将军、都督怀朔沃野武川三镇诸军事、怀朔镇大都督。阿那瑰来投奔北魏之后，他的堂兄婆罗门率数万人击败示发，示发逃到地豆干，被杀死。柔然推婆罗门为君主，号弥偶可社句可汗。阿那瑰想要返回柔然，正光元年十二月壬子（521年1月6日），魏孝明帝诏令说:“怀朔都督挑选精锐骑兵两千人，亲自率领骑兵保护阿那瑰送到边界，命令观察时机招集结纳。”正光二年（521年）正月，杨钧上表说：“听说柔然已经拥立了君主，是阿那瑰共祖父的堂兄弟。北族人心似野兽，婆罗门既然已经登君主之位，恐怕未必会以一个杀死兄弟之人的身份到郊外迎接堂弟阿那瑰，轻率的送阿那瑰前去，徒劳往返，只会徒然损害国威，除非增派军队，否则不可能把他送回北方。”不久杨钧出任七兵尚书、抚军将军、北道大行台。六镇之乱爆发后，杨钧婴城固守，于正光五年八月二十九日（524年10月12日）因病死于怀朔镇，朝廷赠予使持节、散骑常侍、车骑大将军、左光禄大夫、华州刺史。柔然协助北魏平定六镇反叛后，杨钧第四子杨宽护送杨钧棺木南返，建义元年岁次戊申九月乙卯朔卅日甲申（528年10月28日），杨钧葬于华山之下，魏孝庄帝诏令再次赠予使持节、侍中、司空公、都督雍州诸军事、车骑大将军、雍州刺史，追封临贞县开国伯，谥号恭。

## 其他
神龟二年（519年）九月，灵太后从容对杨钧的族侄中书舍人杨昱说：“现在皇帝年幼，我每天处理纷繁的政务，但是自己道德教化浅薄不能感化姻亲，他们在外面的作为不能让人满意，你有所见闻，千万不要隐瞒。”杨昱于是上奏扬州刺史李崇装载五车货物，恒州刺史杨钧打造银制食器十套，一并送给了元乂。

## 家庭

### 祖父
- 杨晖，北魏平南将军、洛州刺史[1]

### 父亲
- 杨恩，北魏河间郡太守[1]

### 子女
- 杨暄，北魏辅国将军、谏议大夫、临贞忠公
- 杨穆，西魏持节、安西将军、都督并州诸军事、并州刺史、澄城靖侯
- 杨俭，西魏都督东雍华二州诸军事、骠骑大将军、开府仪同三司、华州刺史、夏阳安侯
- 杨宽，北周大将军、开府仪同三司、总管梁兴等十九州诸军事、梁州刺史、华山元公
- 杨稚，北魏员外散骑侍郎[15]